# Васо Келечевић
Васо Келечевић (Оштрељ, 15. новембар 1907 – Оштрељ, август 1941) био је учесник Народноослободилачке борбе и народни херој Југославије.

## Биографија
Родио се у селу Оштрељу, 15. новембра 1907. године у радничкој породици. Основну школу је завршио у родном месту, а занат у Дрвару. Запослио се на железници 1925. године, а шест година касније постао је надзорник пруге. Био је синдикални активиста, а у додир са револуционарним идејама које су ширили ђаци и студенти дошао је 1933. године. Захваљујући његовим радом у Оштрељу је формирана партијска организација, а он је постављен за секретара организације. Организација је на почетку бројала 4 члана, а крајем 1940. и 1941. године формиран је актив СКОЈ-а у радничком насељу. Они су изводили низ пропагандних акција међу пружним и другим радницима у Оштрељу, Дрвару, Срнетици итд. У време капитулације организовао је склањање и сакупљање оружја које је склонио у пећину оштрељског брда.
Секретар Среског комитета КПЈ за босанско-херцеговачки срез Илија Дошен поставио је Васу Келечевића за војног повереника у Оштрељу. Због одговорног обављања послова постављен је за заменика команданта устаничког штаба за босанско-петровачки срез. Након ослобођења Дрвара и Оштреља 27. јула 1941. године радио је на организацији живота и сређивању прилика на слободној територији. Спречавао је четничку агитацију, а у једном сукобу са њима погинуо је у близини Оштреља.
Указом председника ФНР Југославије Јосипа Броза Тита, 27. новембра 1953. године, проглашен је за народног хероја.